# Темницкий, Владимир Николаевич
Владимир Николаевич Темницкий (укр. Володимир-Лука Миколайович Темницький; 24 июля 1879, Хлоповка, Королевство Галиции и Лодомерии, Австро-Венгрия — 26 января 1938, Львов, Польская республика) — украинский государственный и политический деятель, председатель УСДП в 1914—1920 годах, министр иностранных дел УНР (1919 год), адвокат (доктор юридических наук), публицист и дипломат.

## Биография
Родился в селе Хлоповка, (ныне — Тернопольская область) в семье местного грекокатолического священника Николая Темницкого.
Детские годы прошли в Хороле. Учился в гимназиях Коломыи и Золочева, позже поступил во Львовский университет. Со студенческих лет принимал активное участие в украинском политическом движении, был членом УСДП Галичины, один из организаторов нескольких крестьянских забастовок в Восточной Галиции в 1902 году. Соучредитель организации «Молодая Украина» (1900—1902), редактор её журнала. Вместе с Михаилом Галущинским, Евгением Косевичем и другими студентами с 1899 года добивался основания Украинско-Русского университета во Львове. Апогеем борьбы «Молодой Украины» за украинский университет стало вече украинских студентов 19 ноября 1901 года, завершившегося проходом по улицам города с пением «Ще не вмерла Украина» и «Не пора». За это ректорат Львовского университета принял решение исключить из университета организаторов выступлений Владимира Темницкого и Евгения Косевича. В ответ 583 студента заявили о прекращении обучения в Львовском университете (всего в этом заведении тогда училось около 1400 юношей; в литературе упомянутая акция известна как «сецессия»).
После исключени из Львовского университета учился в Ягеллонском в Кракове и Венском университетах, который и окончил со степенью доктора права. В феврале 1906 года арестован в Теребовле, заключение отбывал в Тернополе.
С августа 1914 года член Боевой управы украинских сечевых стрельцов, Главной украинской рады (созданная во Львове, затем Всеобщая украинская рада действовала в Вене), председатель УСДП (с март 1914 по июнь 1918). Сотрудничал с Союзом освобождения Украины.
В 1918 году избран в Национальный совет Западно-Украинской народной республики. В 1919 году участник провозглашения Акта объединения ЗУНР и УНР; вице-министр иностранных дел УНР в кабинете В. Чеховского, министр иностранных дел в кабинете Б. Мартоса (24 апреля—26 августа). С 1921 года в Галичине (Станислав), в 1926 году переехал в Стрый, с 1928 года живёт во Львове. Занимался юридической практикой, принимал активное участие в кооперативном движении, писал для украинской прессы (в частности для газеты «Діло»).
С 9 декабря 1928 года вице-президент возрождённой Украинской социал-демократической партии. В 1930—1934 годах — Член Временного совета Львова, в ходе заседания совета пытался использовать украинский язык. Дважды неудачно баллотировался в польский Сейм.
Член украинской делегации на мирной конференции в Париже 1919—1920 годов.